# Faïna Chevtchenko
Pour les articles homonymes, voir Chevtchenko.
Faïna Chevtchenko (en russe : Фаина Васильевна Шевче́нко) est une actrice russe puis soviétique, née le 5 (17) avril 1893 à Voronej (Empire russe) et morte le 10 mai 1971 à Moscou (URSS). 
Elle a été nommée artiste du peuple de l'URSS (1948) et a reçu deux prix Staline (1943 et 1946).

## Biographie
À partir de 1909, Faïna Chevtchenko travaille au Théâtre d'art de Moscou sans être actrice ; en 1911, elle entre à l'école de théâtre et termine celle-ci en 1914, avant d'être acceptée comme actrice au Théâtre d'art.

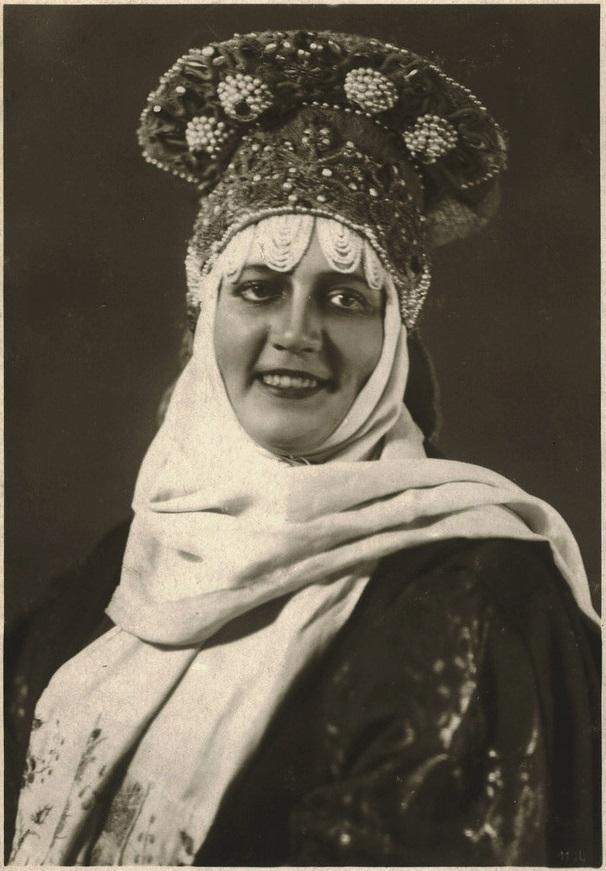
Faïna Chhevtchenko en costume national russe dans le Le Tsar Fédor Ivanovitch (1924).

Faïna Chevtchenko possédait admirablement la langue russe, elle avait une voix profonde et riche en timbres (mezzo-soprano). Ses interprétations de romances et chansons folkloriques russes eurent un grand succès. Son apparence physique a contribué à ses succès dans des rôles caractéristiques pleins de couleurs, de pittoresque, d'authenticité.
Éblouissante, plein de vie, d'un fort tempérament, le cœur ouvert telle la décrit l'historien russe du théâtre Pavel Markov (1897-1980), dans ses mémoires sur le théâtre.
Elle est le modèle du peintre Boris Koustodiev pour son tableau Beauté en 1915. Cela lui vaut un scandale qui lui coûte presque sa place au théâtre.
Elle meurt le 10 mai 1971 et est enterrée au cimetière de la Présentationà Moscou.

## Prix et décorations
- Artiste du peuple de l'URSS (26 octobre 1948)
- Prix Staline de 2e classe (1943), pour sa contribution à l'art dramatique pendant nombreuses années
- Prix Staline de 1er classe (1946), pour son rôle dans la pièce d'Alexandre Ostrovski Dernière victime
- Ordre de Lénine (27 octobre 1938)
- Ordre du Drapeau rouge du Travail à deux reprises (3 mai 1937, 26 octobre 1948)

## Rôles au théâtre
- 1916 — Les Bas-Fonds de Maxime Gorki — Vassilissa
- 1918 — Ivanov d'Anton Tchekov — Marthe Egorovna Babakina
- 1929 — Le Mariage de Figaro de Pierre-Augustin Caron de Beaumarchais — Marcelina
- 1930 — Othello ou le Maure de Venise de William Shakespeare — Emilia
- 1932 — Les Âmes mortes de Nicolas Gogol — Anna Grigorevna
- 1933 — Le Rêve de l'oncle de Fiodor Dostoïevski
- 1948 — La Forêt d'Alexandre Ostrovski — Raissa Pavlovna Gourmyjskaïa

## Rôles au cinéma
- 1952 — Le Compositeur Glinka de Grigori Alexandrov